# UniCat
UniCat is een centrale catalogus die een aantal bibliotheken en bibliotheeknetwerken in België omvat. Het is de opvolger van de CCB (Collectieve Catalogus België).
UniCat omvat ongeveer 14,5 miljoen (stand begin 2016) elektronische steekkaarten van zo'n negentig bibliotheken: de Koninklijke Bibliotheek van België, de Belgische universiteitsbibliotheken, bibliotheken op het gebied van religieus of andersoortig erfgoed, de bibliotheken van verscheidene hogescholen, musea en enkele andere organisaties en een aantal overheidsbibliotheken. Daarnaast worden ook de catalogi van de drie bibliotheeknetwerken Anet, LIBIS-net en Boréal zo ontsloten. UniCat richt zich op wetenschappelijke, historische of anderszins gespecialiseerde bibliotheekcollecties en wordt gebruikt door zowel bibliothecarissen als eindgebruikers.
UniCat is doorzoekbaar via een webinterface en met het SRU-protocol. Via de webinterface krijgt men als zoekresultaat een lijst met zeer beknopte beschrijvingen te zien. Voor nadere gegevens kan men doorklikken naar de catalogi van de aangesloten bibliotheken waar het werk aanwezig is. Dit is een overeenkomst met het internationale WorldCat maar een verschil met de Nederlandse Centrale Catalogus (NCC), waar men gelijk de volledige beschrijving ziet (de NCC is echter niet vrij toegankelijk). UniCat zelf geeft wel bij sommige publicaties een inhoudssamenvatting (abstract) en men kan de titelgegevens uitvoeren naar referentiemanagementsoftware. 